# Randy de Puniet
Randy de Puniet, född 14 februari 1981 i Maisons-Laffitte, är en fransk roadracingförare. Sina största framgångar har de Puniet haft i 250GP-klassen där han har 5 Grand Prix-segrar. Randy de Puniets främsta framgång i MotoGP-klassen är andraplatsen i Japans Grand Prix 2007 på Motegi. 2015 kör han Superbike för Suzukis fabriksteam.

## Karriär
de Puniet gjorde VM-debut i Frankrikes Grand Prix 1998 i 125GP. De två följande åren körde han hela säsongerna i 125GP. 2001 flyttade han upp till 250GP där han körde till 2005, hela tiden på Aprilia. De bästa säsongerna var 2003 och 2004.
Han körde från säsongen 2006 i MotoGP-klassen; 2006-2007 för Kawasaki, Säsongen 2008-2010 som ensam förare för privatteamet Honda LCR, 2011 för Pramac Ducati och 2012-2013 för Power Electronics Aspar.
2014 var inte de Puniet ordinarie förare i något MotoGP-team utan arbetade istället som testförare åt Suzuki inför det märkets planerade comeback i MotoGP 2015. Puniet startade dock som wildcard i Valencias Grand Prix i november 2014. Han kör Superbike-VM 2015 för Suzukis fabriksteam.

## Pallplatser

### Andraplatser MotoGP
| Nr | Grand Prix | År   |
| -- | ---------- | ---- |
| 1  | Japan      | 2007 |

### Tredjeplatser MotoGP
| Nr | Grand Prix     | År   |
| -- | -------------- | ---- |
| 1  | Storbritannien | 2007 |

### Segrar 250GP
| Nr | Grand Prix     | År   |
| -- | -------------- | ---- |
| 1  | Katalonien     | 2003 |
| 2  | Tjeckien       | 2003 |
| 3  | Valencia       | 2003 |
| 4  | Katalonien     | 2004 |
| 5  | Storbritannien | 2005 |